# Dasumia diomedea
Dasumia diomedea là một loài nhện trong họ Dysderidae.
Loài này thuộc chi Dasumia. Dasumia diomedea được miêu tả năm 1947 bởi Caporiacco.